# Paul Ereng
Paul Ereng (22 d'agost, 1966) fou un atleta kenyià de 800 metres llisos.
Nasqué a Kitale, Trans Nzoia, Kenya. Es formà a l'Starehe Boys Centre and School de Nairobi. Fou un prometedor corredor de 400 m. fins a finals de 1987. Més tard ingressà a la Universitat de Virgínia i començà a córrer en la distància de 800 m. el 1988.
Romangué imbatut als Estats Units a la temporada a l'aire lliure el 1988. Guanyà el títol de 800 m de la NCAA el 1988 i 1989. En canvi, en la classificació pels Jocs a Kenya fou tot just tercer, assolint la classificació. Als Jocs Olímpics d'Estiu de 1988 celebrats a Seül (Corea del Sud) guanyà la seva semifinal amb la seva millor marca, 1:44.55. A la final, Ereng era quart en entrar a la recta final però el seu esprint final el portà fins a la medalla d'or, convertint-se en el primer africà a aconseguir guanyar una medalla d'or en aquesta disciplina.
Al Campionat del Món Indoor d'atletisme de Budapest de l'any següent, Ereng es proclamà campió amb un nou rècord del món d'1:44.84. També fou campió del Món Indoor a Sevilla 1991, però només fou quart al Campionat del Món d'atletisme de 1991 de Tòquio. Ereng no tornà a destacar en cap altre gran competició internacional, essent eliminat a semifinals als Jocs de 1992.
Ereng es graduà a Virginia el 1993 i treballà com a entrenador d'atletisme a la University of Texas El Paso.